# Myokymie
Myokymie (z řeckého myos, tj. „sval“ a kyma, tj. „vlna“) je mimovolné chvění svalů, svalové vlnění, vlnivé pohyby svalstva viditelné v podkoží. Většinou samovolně vymizí, i když to může trvat až tři týdny.[zdroj⁠?!] Vzhledem k tomu, že se stav řeší sám, nenastává smrtelné nebezpečí.Toto vlnění je typické u starších osob.